# 普法尔茨地区基尔韦勒
普法尔茨地区基尔韦勒（德語：Kirrweiler (Pfalz)）是德国莱茵兰-普法尔茨州的一个市镇。总面积6.34平方公里，总人口170人，其中男性86人，女性84人（2011年12月31日），人口密度27人/平方公里。